# Perryville (Alaska)
Perryville (Alutiiq: Perry-q) ist ein Ort und ein census-designated place (CDP) im Lake and Peninsula Borough in Alaska. Das U.S. Census Bureau hatte bei der Volkszählung 2020 eine Einwohnerzahl von 88 ermittelt.

## Geographie
Perryville befindet sich im Südwesten von Alaska an der Südküste der Alaska-Halbinsel. Der Ort liegt 343 km südsüdwestlich von King Salmon sowie 790 km südwestlich von Anchorage. Chignik befindet sich 62 km nordöstlich von Perryville. Am westlichen Ortsrand von Perryville befindet sich der Flugplatz Perryville.

## Geschichte
Die Gemeinde entstand 1912 als Alutiiq-Indigene vor dem Vulkanausbruch des Novarupta flohen und in Perryville Zuflucht fanden. Viele Bewohner von Douglas und Katmai, zwei Alutiiq-Dörfer an der Südküste der Alaska-Halbinsel, überlebten den Vulkanausbruch, weil sie zu dieser Zeit auf dem Meer beim Fischen waren.  Captain Perry, der das Schiff „Manning“ kommandierte, brachte die Leute erst nach Ivanof Bay und später nach Perryville. Das Dorf hieß ursprünglich „Perry“. Das „ville“ wurde später ergänzt, um konform mit dem 1930 eröffneten Postamt zu bleiben. Seit 1980 ist Perryville ein census-designated place. Die Dorfbewohner halten ihre Alutiiq-Kultur verbunden mit Subsistenzwirtschaft bis heute aufrecht.

## Demografie
Zum Zeitpunkt der Volkszählung im Jahre 2020 (U.S. Census 2020) hatte Perryville 88 Einwohner auf einer Landfläche von 28,93 km². Von den Einwohnern waren 7 Weiße sowie 77 Indigene. Beim Zensus 2000 lebten 107 Einwohner in Perryville, 2010 waren es 113.